# Thomas Clarkson
Thomas Clarkson, född 28 mars 1760 i Wisbech i Cambridgeshire, England, död 26 september 1846, var en av pionjärerna och ledarna i abolitioniströrelsen. Han var en av de få anglikaner som ingick i kommittén Sällskapet för avskaffande av slavhandeln. 
Kväkarna dominerade inom de tidiga årens slaverimotstånd, och han uttryckte vid ett flertal tillfällen sin varma inställning till dessa, för sin tid, religiösa radikaler. I ett brev skrev han att han till "nio tiondelar" delade deras åsikter. Att han inte var kväkare själv hade emellertid stora fördelar i ett England där medlemskap i den anglikanska kyrkan sågs som ett grundkrav för varje respektabel medborgare.